# Classe LDP 200
A classe LDM 200 foi uma classe de lanchas de desembarque pequenas (LDP), ao serviço da Marinha Portuguesa, entre 1965 e 1975.
As embarcações da classe foram construídas em Portugal, nos Estaleiros Navais do Mondego (Figueira da Foz) e constituem um desenvolvimento da classe LDP 100. Como era usual nas LDP, às embarcações da classe não foi atribuído um nome, sendo designadas pelo seu número de amura.
As LDP 100 foram empregues no Guerra do Ultramar, sobretudo no teatro de operações da Guiné Portuguesa, território este, quase todo coberto por rios e terrenos alagados. As LDP eram usadas tanto em missões de combate - como patrulhamento, escolta de embarcações civis e desembarque de fuzileiros - como em missões de reabastecimento logístico - em proveito de unidades da Marinha, de unidades do Exército e, mesmo, de populações civis.

## Unidades
| Unidades na classe | Unidades na classe | Unidades na classe |
| Número de amura    | Comissão           | Observações        |
| ------------------ | ------------------ | ------------------ |
| LDP 201            | 1965 - 1975        |                    |
| LDP 202            | 1965 - 1970        |                    |
| LDP 203            | 1965 - 1975        |                    |
| LDP 204            | 1966 - 1975        |                    |
| LDP 205            | 1966 - 1975        |                    |
| LDP 206            | 1966 - 1975        |                    |
| LDP 207            | 1966 - 1975        |                    |
| LDP 208            | 1967 - 1975        |                    |
| LDP 209            | 1967 - 1975        |                    |
| LDP 210            | 1967 - 1975        |                    |
| LDP 211            | 1967 - 1975        |                    |
| LDP 212            | 1967 - 1975        |                    |
| LDP 213            | 1967 - 1975        |                    |
| LDP 214            | 1969 - 1975        |                    |
| LDP 215            | 1969 - 1975        |                    |
| LDP 216            | 1969 - 1975        |                    |
| LDP 217            | 1969 - 1975        |                    |